# Esplosivo

simbolo convenzionale identificativo delle sostanze esplosive nell'UE

simbolo convenzionale identificativo delle sostanze esplosive nell'UE (fino al 2010)

Simbolo di pericolo associato a sostanze esplosive, definito dalla norma ISO 7010.

Un esplosivo (o materiale esplosivo) è una sostanza o una miscela o miscuglio in cui avviene decomposizione chimica con grandissima rapidità e la cui decomposizione avviene con autopropagazione e sviluppa una grande quantità di calore e gas, generando un'onda di pressione attraverso la quale si propaga l'esplosione. Si tratta quindi di sostanze ad alto contenuto energetico che si decompongono attraverso l'esplosione per raggiungere un livello energetico più basso, portando quindi alla formazione di sostanze più stabili.
Si parla di esplosivo a basso potenziale e ad alto potenziale a seconda della velocità di propagazione della fiamma. Sopra i 2500 m/s è da considerarsi ad alto potenziale. Generalmente esso, a seconda delle condizioni a cui è sottoposto, può dare origine ad una deflagrazione (velocità subsonica, circa 340 m/s) o ad una detonazione (velocità supersonica).
La polvere pirica è un deflagrante ma può provocare una detonazione in certe condizioni, ma la sua velocità non supera i 1500 m/s.

## Storia
I primi impieghi degli esplosivi furono probabilmente i dispositivi incendiari e i giochi pirotecnici. La polvere nera era nota in Cina già a partire dal IV secolo a.C. ed era utilizzata per scopi bellici.
Nel XVII secolo la polvere nera fu utilizzata per la prima volta nell'ambito dell'industria mineraria allo scopo di frantumare le rocce.
Nel XIX secolo, in seguito allo sviluppo della chimica organica, vennero sintetizzati nuovi esplosivi, tra cui il perclorato di ammonio, la nitrocellulosa, la nitroglicerina e la dinamite, quest'ultima scoperta da Alfred Nobel nel 1873.
L'avvento del primo conflitto mondiale e del secondo conflitto mondiale portò alla formulazione di nuovi esplosivi, tra cui ciclotrimetilentrinitroammina (RDX) e tetranitrato di pentaeritrite (PETN).

## Potere esplosivo
Il valore quantitativo del potere esplosivo può essere valutato dalla termodinamica determinando l'entalpia di esplosione, differenza tra l'entalpia di formazione dei prodotti dell'esplosione e l'entalpia di formazione dell'esplosivo stesso. Il blocco di Trauzl rappresenta un altro metodo che permette di ricavare il potere esplosivo.

## Bilancio dell'ossigeno
Tranne che per alcuni esplosivi come l'azoturo di piombo o il triioduro di azoto, normalmente le esplosioni sono caratterizzate da reazioni di auto-ossidoriduzione dove l'ossidante ed il riducente sono entrambi presenti nella medesima molecola della sostanza esplosiva. È perciò di grande importanza valutare se la molecola di un esplosivo contiene sufficiente ossigeno per tutte le reazioni che avvengono o se questo ossigeno è percentualmente in difetto o in eccesso. Tenendo presente il bilancio dell'ossigeno risulta evidente il vantaggio dato dalla presenza negli esplosivi di gruppi nitrati, clorato, perclorato e permanganato, molto ricchi di ossigeno. Per di più il legame azoto-ossigeno (nei nitrati, nei nitrogruppi e nelle nitroammine) ha un'energia di scissione minore di quella dei legami tra carbonio ed ossigeno: ciò spiega come molti esplosivi contengano nitrati, nitrogruppi o siano costituiti da esteri nitrici.
A titolo di esempio, la reazione legata all'esplosione del trinitrotoluene (TNT):
C6H2(NO2)3CH3 → 6 CO + 2,5 H2 + 1,5 N2 + C
Analizzando la stechiometria, si nota che il TNT è composto in totale da 7 atomi di C e 6 di O: il carbonio reagirà con l'ossigeno, presente in difetto, producendo 6 molecole di monossido di carbonio (CO).

## Classificazione
Gli esplosivi possono essere suddivisi in:
- primari o innescanti: sono molto sensibili ai colpi, agli sfregamenti e al calore; sono usati nel detonatore per "accendere" l'esplosivo secondario (comprendono: stifnati, azotidrati, fulminati e picrati);
- secondari o dirompenti: tranne qualche eccezione, non esplodono per accensione, ma bruciano e sono molto meno sensibili all'impatto, allo sfregamento ed alle cariche elettrostatiche (comprendono: ANFO, dinamite);
- terziari: sono quasi insensibili all'innescamento e per detonare necessitano di cariche secondarie che amplificano l'effetto innescante degli esplosivi primari.

Classificazione chimica:
- miscugli, costituiti da 2 o più sostanze non esplosive che una volta mescolate assieme creano un esplosivo (esempi: La polvere nera ed il miscuglio di clorato di potassio e fosforo).
- miscele, costituiti da 2 o più sostanze, di cui almeno una esplosiva, che insieme creano un esplosivo (esempi: La dinamite, l'amatolo e gli ANFO).
- composti, costituiti da una sostanza esplosiva corrispondente ad una ben definita formula chimica che contiene nella sua molecola sia l’elemento ossidante (ossigeno) sia il gruppo combustibile (in genere formato da carbonio e idrogeno). Con l’esplosione questi elementi reagiscono tra loro dando origine a prodotti gassosi più o meno ossigenati (esempio  nitroglicerina - tritolo - pentrite).

Classificazione fisica:
- aeriformi
- liquidi
- solidi (sia compatti sia in polvere)
- gelatine

Classificazione in base alla velocità di propagazione dell'onda elastica:
- detonanti, con velocità comprese tra 1000 e 9000 m/s,
- deflagranti, con velocità comprese tra meno di 1 e 1000 m/s

Classificazione in base all'utilizzo:
- militari,
- industriali,
- pirotecnici,

## Composti chimici esplosivi
- 2,4-dinitrofenilidrazina, DNP

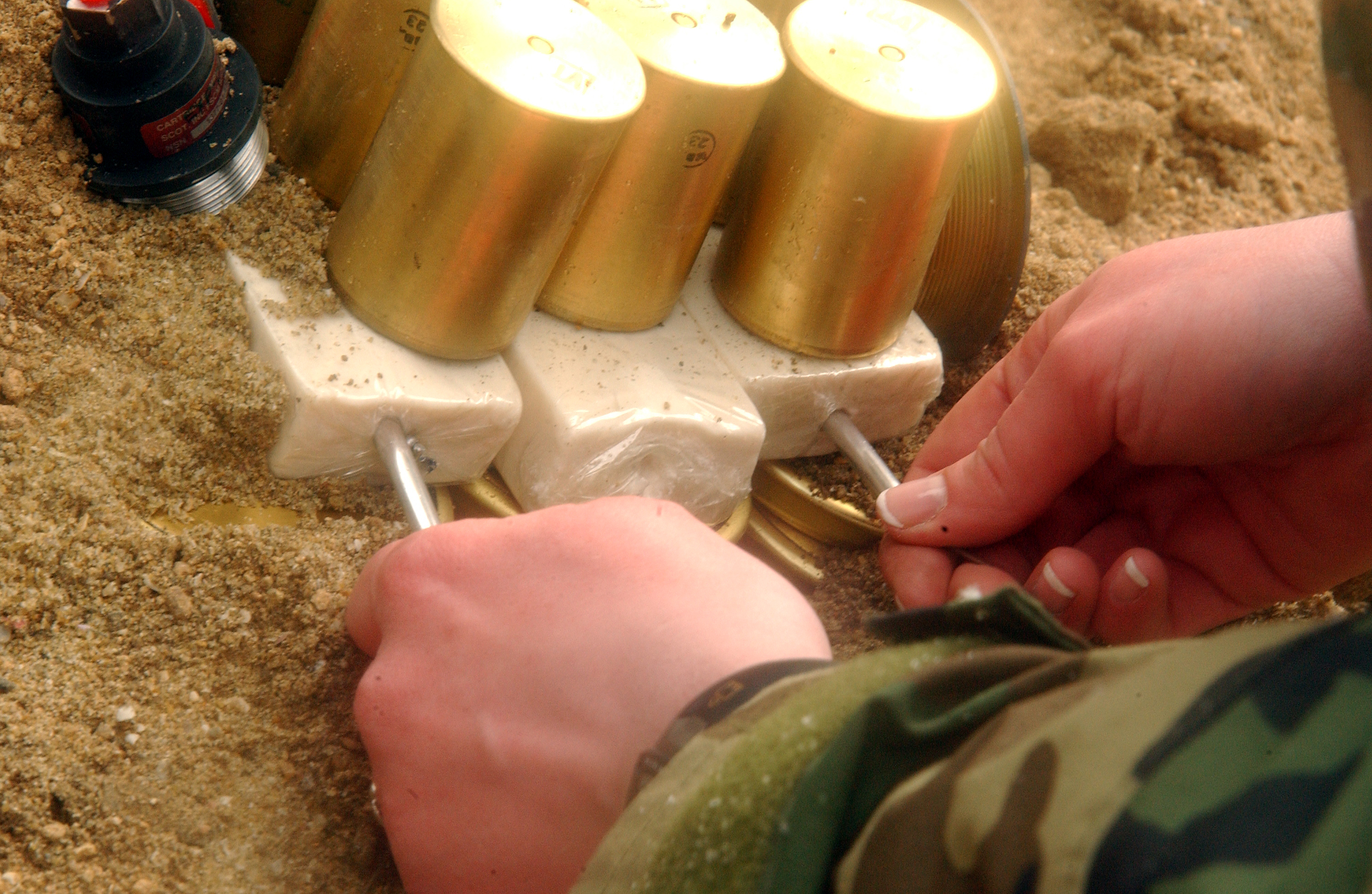
Posizionamento di una carica di esplosivo C4

- Acido picrico, TNF, trinitrofenolo
- Mistura di Armstrong
- Ammonio dinitrammide, ADN
- Azotidrato di argento
- Azotidrato di piombo
- Carburo rameoso
- carburo di argento
- Ciclotetrametilentetranitroammina, ottogene, HMX
- Ciclotrimetilentrinitroammina, RDX, ciclonite, esogeno, T4
- Dinitrodiamminoetilene, FOX-7
- Dinitrotetraoxadiazaciclododecano, TEX
- Dinitrotoluene, DNT
- Esametilentetrammina diperclorato,
- Esanitrobenzene, (dall'inglese, Hexanitrobenzene HNB),
- Esanitrodifenilamina,
- Esanitroesaazaisowurtzitano, HNIW, CL-20
- Etilendiammina Dinitrato, EDDN
- Fulminato d'argento
- Fulminato di mercurio
- Idrazina
- Idrazina nitroformiato, HNF
- Nitrato d'ammonio
- Nitrocellulosa
- Nitroglicole
- Nitroguanidina
- Nitromannite, MHN
- Nitrotriazolone, NTO, ossinitrotriazolo, ONTA
- Nitrocarbammide,
- Ottanitrocubano, ONC
- Pentaeritritolo tetranitrato, pentrite, PETN
- Perossido di acetone, TATP, TCAP
- Picatinny Liquid explosive, PLX
- Picrato di ammonio, (esplosivo D)
- Perclorato di piridinio
- Stifnato di piombo
- Tetrazene
- Tetrile
- trinitrobenzene, TNB
- Tricloruro di azoto
- Triioduro di azoto
- triamminotrinitrobenzene, TATB
- Trinitrossipropano, NGL
- Trinitrotoluene, TNT, Tritolo
- Triperiossido di acetone, TAPT
- Urea nitrato

## Miscugli esplosivi e miscele esplosive
- Astrolite (esplosivo)
- Amatolo
- Ammonal
- ANFO
- Gelatina esplosiva
- emulsione esplosiva
- C-4
- Dinamite
- Esplosivi al clorato
- Esplosivi plastici
- Flash Powder
- Pirodex
- Pirodal
- Polvere nera o pirica
- Polveri senza fumo (gelatine)
- Semtex
- Watergel (slurry)
- Tannerite

## Espediente scenico
Gli esplosivi durante detonazioni e deflagrazioni non generano fiamme ma solo onde d'urto, gas e calore.
Nell'immaginario collettivo, le detonazioni vengono solitamente associate a grandi e spettacolari fiammate in grado di propagarsi per diversi metri in tutte le direzioni. Per riprodurre questo tanto particolare quanto innaturale effetto, gli specialisti di effetti scenici cinematografici immergono il materiale esplosivo in piccole cisterne di combustibile: in questo modo, l'esplosione fa schizzare il combustibile in aria e il calore prodotto lo incendia.

## Precursori di esplosivo
I cosiddetti "precursori di esplosivi" sono sostanze di uso comune e facile reperibilità che possono essere impiegate per costruire ordigni esplosivi.
Il 15 gennaio 2013 il Regolamento (EU) No. 98/2013 del Parlamento Europeo e del Consiglio relativo ai precursori di esplosivi è stato adottato. La spettroscopia Raman è stata sperimentata con successo per rilevare tracce di esplosivi e di precursori. Il Consiglio dei Ministri del 10 febbraio ha introdotto specifiche sanzioni, di ordine penale ed amministrativo, destinate a punire le violazioni degli obblighi in materia di controllo della circolazione delle sostanze.